# Kanton Caen-4
Kanton Caen-4 (fr. Canton de Caen-4) je francouzský kanton v departementu Calvados v regionu Normandie. Skládá se pouze z části města Caen.